# Tokugawa Satotaka
Le comte Tokugawa Satotaka (徳川 達孝, né le 18 juin 1865, mort le 18 février 1941) est un samouraï japonais de la fin de la période Edo, détenteur de postes dans les gouvernements des ères Meiji, Taishō et Shōwa. Il est le frère cadet de Tokugawa Iesato.
Il siège à la chambre des pairs et au conseil d'administration du Gakushūin. Dans le système nobiliaire antérieur à 1945 (kazoku), il a le rang de comte.